# 강원남로
강원남로(Gangwonnam-ro)는 강원특별자치도 영월군 한반도면 느릅재터널과 정선군 고한읍 두문동재터널을 잇는 강원특별자치도의 도로이다. 전 구간 국도 제38호선에 속하며 일부는 국도 제31호선, 국도 제59호선, 국가지원지방도 제88호선과 중복된다.

## 역사
- 2001년 5월 9일 : 충청북도 제천시 동현동 ~ 강원도 영월군 서면 쌍용리 13.5km 구간 확장 개통, 기존 11.557km 구간 폐지[1]
- 2001년 11월 1일 : 정선군 고한읍 고한리 ~ 태백시 삼수동 14.33km 구간 및 두문동재터널 확장 개통, 기존 17.37km 구간 폐지[2]
- 2004년 10월 7일 : 영월군 서면 쌍용리 (강원도·충청북도계) ~ 정선군 신동읍 예미리 32.17km 구간을 자동차 전용도로로 지정[3]
- 2004년 12월 31일 : 영월군 서면 쌍용리 ~ 영월읍 덕포리 19.87km 구간 확장 개통, 기존 서면 쌍용리 ~ 남면 창원리 4.5km 구간 폐지[4]
- 2005년 1월 5일 : 싸릿재터널 2차 공사(정선군 고한읍 고한리 ~ 태백시 화전동) 4.64km 구간 확장 개통[5]
- 2007년 1월 10일 : 사북 ~ 고한간 도로(정선군 사북읍 사북리 ~ 고한읍 고한리) 구간 8.19km 확장 개통[6]
- 2008년 12월 18일 : 신동 ~ 문곡간 도로(정선군 신동읍 예미리 ~ 남면 문곡리) 구간 11.0km 확장 개통[7]
- 2009년 12월 10일 : 2개 이상 시·도에 걸쳐 있는 도로로 강원남로를 고시[8]
- 2009년 12월 24일 : 문곡 ~ 사북간 도로(정선군 남면 문곡리 ~ 사북읍 사북리) 구간 10.6km 확장 개통[9]

## 주요 경유지
강원특별자치도
- 영월군 - 정선군

## 노선
전 구간 국도 제38호선에 속하기 때문에 이 노선에 대한 별도 표기는 생략한다.
- (■): 자동차 전용도로 구간

| 이름                                    | 접속 노선                                             | 소재지        | 소재지                                                                                      | 비고                                                                                        |
| 북부로와 직결                           | 북부로와 직결                                         | 북부로와 직결 | 북부로와 직결                                                                               | 북부로와 직결                                                                               |
| --------------------------------------- | ----------------------------------------------------- | ------------- | ------------------------------------------------------------------------------------------- | ------------------------------------------------------------------------------------------- |
| 느릅재터널                              |                                                       | 영월군        | 한반도면                                                                                    | 정선 방면 440m 영월 방면 470m                                                               |
| 쌍용 교차로                             | 송학로                                                | 영월군        | 한반도면                                                                                    | 정선 방면 진출 불가 영월 방면 진입 불가                                                     |
| 쌍용1 교차로 (쌍용1교)                  | 쌍용로                                                | 영월군        | 한반도면                                                                                    |                                                                                             |
| 쌍용2 교차로 (쌍용2교)                  | 영월로                                                | 영월군        | 한반도면                                                                                    |                                                                                             |
| 서남교                                  |                                                       | 영월군        | 한반도면                                                                                    |                                                                                             |
| 남면                                    |                                                       | 영월군        |                                                                                             |                                                                                             |
| 창원 교차로                             | 지방도 제519호선 (영월로)                             | 영월군        |                                                                                             |                                                                                             |
| 창원교                                  |                                                       | 영월군        |                                                                                             |                                                                                             |
| 연정 교차로                             | 한반도로                                              | 영월군        | 한반도면                                                                                    |                                                                                             |
| 연당1교 연당2교 연당3교 연당4교         |                                                       | 영월군        | 남면                                                                                        |                                                                                             |
| 연당 교차로                             | 국도 제59호선 국가지원지방도 제88호선 (영월로) 연당로 | 영월군        | 남면                                                                                        | 국도 제59호선과 중복 국가지원지방도 제88호선과 중복                                         |
| 연당5교 연당육교 연당6교                |                                                       | 영월군        | 남면                                                                                        | 국도 제59호선과 중복 국가지원지방도 제88호선과 중복                                         |
| 각한터널                                |                                                       | 영월군        | 남면                                                                                        | 국도 제59호선과 중복 국가지원지방도 제88호선과 중복 정선 방면 연장 915m 영월 방면 연장 950m |
| 선들교                                  |                                                       | 영월군        | 남면                                                                                        | 국도 제59호선과 중복 국가지원지방도 제88호선과 중복                                         |
| 선들교                                  | 영월읍                                                | 영월군        |                                                                                             | 국도 제59호선과 중복 국가지원지방도 제88호선과 중복                                         |
| 방절터널                                |                                                       | 영월군        | 국도 제59호선과 중복 국가지원지방도 제88호선과 중복 정선 방면 연장 205m 영월 방면 연장 200m |                                                                                             |
| 청령포육교                              |                                                       | 영월군        | 국도 제59호선과 중복 국가지원지방도 제88호선과 중복                                         |                                                                                             |
| 영월 교차로                             | 국가지원지방도 제88호선 (영월동로)                    | 영월군        | 국도 제59호선과 중복 국가지원지방도 제88호선과 중복                                         |                                                                                             |
| 영월1터널                               |                                                       | 영월군        | 국도 제59호선과 중복 정선 방면 연장 461m 영월 방면 연장 350m                                |                                                                                             |
| 장릉육교                                |                                                       | 영월군        | 국도 제59호선과 중복                                                                        |                                                                                             |
| 영월2터널                               |                                                       | 영월군        | 국도 제59호선과 중복 정선 방면 연장 955m 영월 방면 연장 948m                                |                                                                                             |
| 봉래1교                                 |                                                       | 영월군        | 국도 제59호선과 중복                                                                        |                                                                                             |
| 봉래터널                                |                                                       | 영월군        | 국도 제59호선과 중복 정선 방면 연장 913m 영월 방면 연장 970m                                |                                                                                             |
| 봉래2교 덕포1교 덕포2교                 |                                                       | 영월군        | 국도 제59호선과 중복                                                                        |                                                                                             |
| 동영월 교차로                           | 국도 제31호선 (영월로)                                | 영월군        | 국도 제31, 59호선과 중복                                                                    |                                                                                             |
| 두평교 샛돌교 반송교                    |                                                       | 영월군        | 국도 제31, 59호선과 중복                                                                    |                                                                                             |
| 반송터널                                |                                                       | 영월군        | 국도 제31, 59호선과 중복 정선 방면 연장 265m 영월 방면 연장 220m                            |                                                                                             |
| 연하1교 연하2교                         |                                                       | 영월군        | 국도 제31, 59호선과 중복                                                                    |                                                                                             |
| 연하 교차로                             | 영월로                                                | 영월군        | 국도 제31, 59호선과 중복                                                                    |                                                                                             |
| 연하대교                                |                                                       | 영월군        | 국도 제31, 59호선과 중복                                                                    |                                                                                             |
| 석항1터널                               |                                                       | 영월군        | 국도 제31, 59호선과 중복 정선 방면 연장 980m 영월 방면 연장 990m                            |                                                                                             |
| 석항1터널                               | 산솔면                                                | 영월군        | 국도 제31, 59호선과 중복 정선 방면 연장 980m 영월 방면 연장 990m                            |                                                                                             |
| 연상교                                  |                                                       | 영월군        | 국도 제31, 59호선과 중복                                                                    |                                                                                             |
| 석항2터널                               |                                                       | 영월군        | 국도 제31, 59호선과 중복 정선 방면 연장 325m 영월 방면 연장 404m                            |                                                                                             |
| 석항1교                                 |                                                       | 영월군        | 국도 제31, 59호선과 중복                                                                    |                                                                                             |
| 석항 교차로                             | 국도 제31호선 (영월로)                                | 영월군        | 국도 제31, 59호선과 중복                                                                    |                                                                                             |
| 석항3교                                 |                                                       | 영월군        | 국도 제59호선과 중복                                                                        |                                                                                             |
| 양지교                                  |                                                       | 정선군        | 국도 제59호선과 중복                                                                        | 신동읍                                                                                      |
| 신동 교차로                             | 지방도 제421호선 (의림로)                             | 정선군        | 국도 제59호선과 중복                                                                        | 신동읍                                                                                      |
| 신동교                                  |                                                       | 정선군        | 국도 제59호선과 중복                                                                        | 신동읍                                                                                      |
| 예미 교차로                             | 동강로 의림로                                         | 정선군        | 국도 제59호선과 중복                                                                        | 신동읍                                                                                      |
| 의림삼거리                              | 의림로                                                | 정선군        | 국도 제59호선과 중복 정선 방면 진출만 가능                                                  | 신동읍                                                                                      |
| 예미1교                                 |                                                       | 정선군        | 국도 제59호선과 중복                                                                        | 신동읍                                                                                      |
| 예미2교                                 | 의림로                                                | 정선군        | 국도 제59호선과 중복 정선 방면 진입 불가 영월 방면 진출 불가                                | 신동읍                                                                                      |
| 예미3교 가사1교                         |                                                       | 정선군        | 국도 제59호선과 중복                                                                        | 신동읍                                                                                      |
| 가사2교                                 | 의림로                                                | 정선군        | 국도 제59호선과 중복 정선 방면 진출 불가 영월 방면 진입 불가                                | 신동읍                                                                                      |
| 가사교 가사3교 가사4교                  |                                                       | 정선군        | 국도 제59호선과 중복                                                                        | 신동읍                                                                                      |
| 원평육교                                | 의림로 웃가사길                                       | 정선군        | 국도 제59호선과 중복                                                                        | 신동읍                                                                                      |
| 마차재(마차령)                          |                                                       | 정선군        | 국도 제59호선과 중복 해발 700m                                                              | 신동읍                                                                                      |
| 마차재(마차령)                          | 남면                                                  | 정선군        | 국도 제59호선과 중복 해발 700m                                                              |                                                                                             |
| 광덕1교                                 | 곰골길                                                | 정선군        | 국도 제59호선과 중복                                                                        |                                                                                             |
| 문곡1교 문곡2교 문곡3교 문곡4교 문곡5교 |                                                       | 정선군        | 국도 제59호선과 중복                                                                        |                                                                                             |
| 문곡 교차로                             | 국도 제59호선 (칠현로)                                | 정선군        | 국도 제59호선과 중복 영월 방면은 남면교차로 이용                                            |                                                                                             |
| 문곡6교 문곡7교                         |                                                       | 정선군        |                                                                                             |                                                                                             |
| 남면 교차로                             | 문은단로                                              | 정선군        | 영월 방면 진출만 가능                                                                       |                                                                                             |
| 무릉교                                  |                                                       | 정선군        | 정선 방면 전용                                                                              |                                                                                             |
| 민둥산 교차로                           | 지방도 제421호선 (민둥산로) 자뭇골길                  | 정선군        |                                                                                             |                                                                                             |
| 증산 교차로                             | 무릉2로                                               | 정선군        |                                                                                             |                                                                                             |
| 증산과선교 목산1교                      |                                                       | 정선군        |                                                                                             |                                                                                             |
| 증산터널                                |                                                       | 정선군        | 정선 방면 연장 503m 영월 방면 연장 484m                                                     |                                                                                             |
| 목산2교                                 | 지장천로                                              | 정선군        | 정선 방면 진출 불가 영월 방면 진입 불가                                                     |                                                                                             |
| 목산3교                                 |                                                       | 정선군        |                                                                                             |                                                                                             |
| 사북읍                                  |                                                       | 정선군        |                                                                                             |                                                                                             |
| 목산4교                                 |                                                       | 정선군        |                                                                                             |                                                                                             |
| 남면                                    |                                                       | 정선군        |                                                                                             |                                                                                             |
| 목산5교                                 |                                                       | 정선군        |                                                                                             |                                                                                             |
| 사북읍                                  |                                                       | 정선군        |                                                                                             |                                                                                             |
| 도사교 지장천1교 지장천2교              |                                                       | 정선군        |                                                                                             |                                                                                             |
| 사북 교차로                             | 사북1길 하이원길                                      | 정선군        | 정선 방면 진입 불가 영월 방면 진출 불가                                                     |                                                                                             |
| 사북1교                                 |                                                       | 정선군        |                                                                                             |                                                                                             |
| 사북1터널                               |                                                       | 정선군        | 정선 방면 연장 179m 영월 방면 연장 258m                                                     |                                                                                             |
| 사북2교                                 |                                                       | 정선군        |                                                                                             |                                                                                             |
| 사북2터널                               |                                                       | 정선군        | 정선 방면 연장 859m 영월 방면 연장 865m                                                     |                                                                                             |
| 사북2터널                               | 고한읍                                                | 정선군        | 정선 방면 연장 859m 영월 방면 연장 865m                                                     |                                                                                             |
| 지장천3교                               |                                                       | 정선군        |                                                                                             |                                                                                             |
| 사북읍                                  |                                                       | 정선군        |                                                                                             |                                                                                             |
| 부처소 교차로                           | 지장천로                                              | 정선군        | 정선 방면 진출 불가 영월 방면 진입 불가                                                     |                                                                                             |
| 부처소 교차로                           | 지장천로                                              | 정선군        | 정선 방면 진출 불가 영월 방면 진입 불가                                                     | 고한읍                                                                                      |
| 지장천4교                               |                                                       | 정선군        |                                                                                             |                                                                                             |
| 고한 교차로                             | 고한로                                                | 정선군        | 정선 방면 진입 불가 영월 방면 진출 불가                                                     |                                                                                             |
| 고한1교 고한2교 고한3교 고한4교         |                                                       | 정선군        |                                                                                             |                                                                                             |
| 고한터널                                |                                                       | 정선군        | 정선 방면 연장 505m 영월 방면 연장 570m                                                     |                                                                                             |
| 갈래육교                                |                                                       | 정선군        |                                                                                             |                                                                                             |
| 갈래 교차로                             | 고한로                                                | 정선군        | 정선 방면 진출 불가 영월 방면 진입 불가                                                     |                                                                                             |
| 상갈래 교차로                           | 지방도 제414호선 (함백산로)                           | 정선군        |                                                                                             |                                                                                             |
| 두문동재삼거리                          | 금대봉길                                              | 정선군        |                                                                                             |                                                                                             |
| 두문동재터널(상행) 두문동재2터널(하행)  |                                                       | 정선군        | 정선 방면 연장 1,363m 영월 방면 연장 2,470m                                                 |                                                                                             |
| 태백로와 직결                           |                                                       |               |                                                                                             |                                                                                             |

## 주요 건물 및 시설
- 고한119안전센터 (강원특별자치도 정선군 고한읍 강원남로 6455)